# Tanytarsus chlorogaster
Tanytarsus chlorogaster är en tvåvingeart som först beskrevs av Jean-Jacques Kieffer 1918.  Tanytarsus chlorogaster ingår i släktet Tanytarsus och familjen fjädermyggor. Inga underarter finns listade i Catalogue of Life.